# تي. كي. أتوود
تي. كي. أتوود (بالإنجليزية: Terri Attwood)‏ (و. 1959  م) هي عَالِمَة حاسوب بريطانية.

## التعليم
تعلمت في جامعة ليدز، وتحصلت منها على دكتوراة في الفلسفة.